# Pál második levele Timótheoszhoz

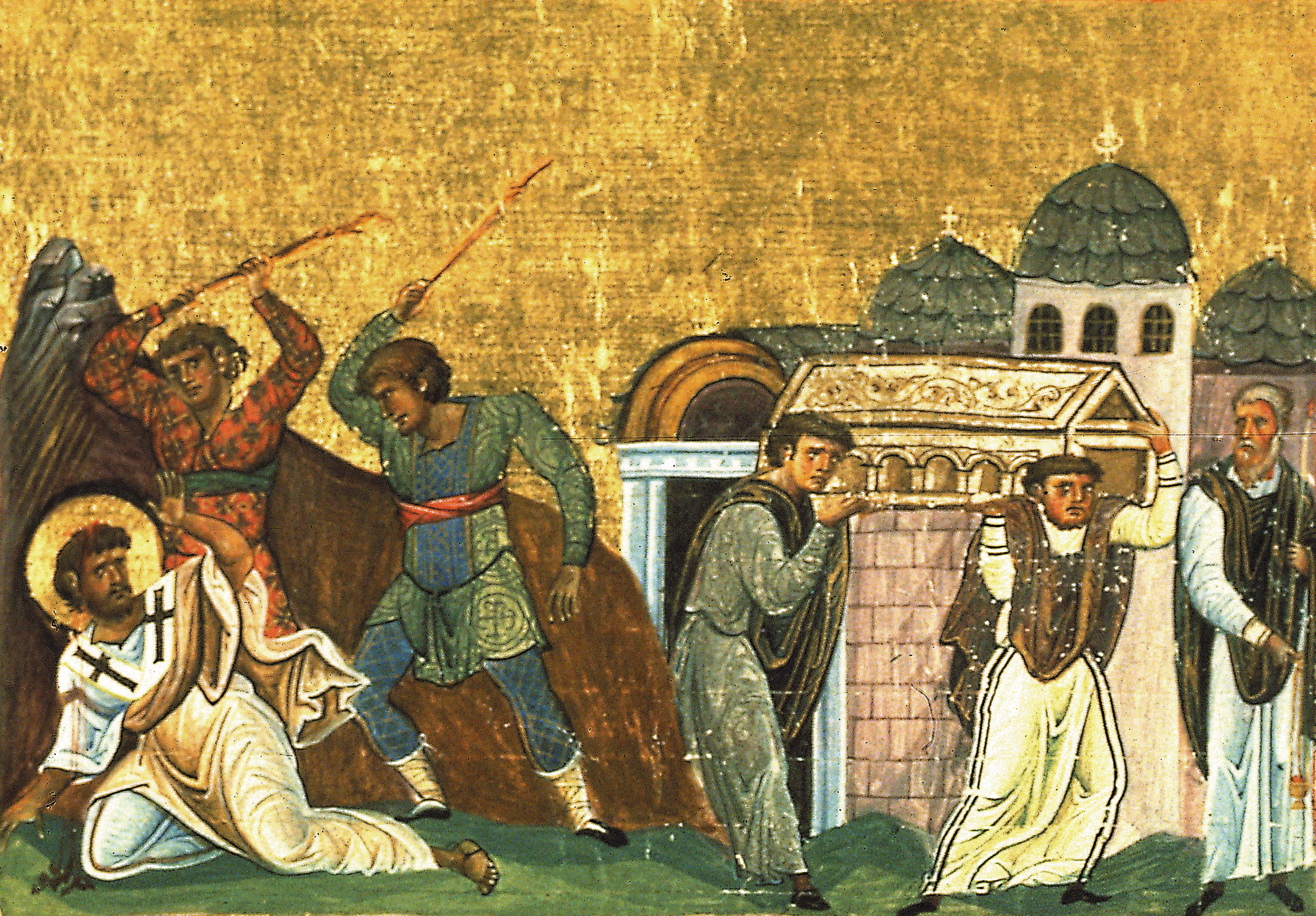
Szent Timóteus - miniatúra, Vatikáni Múzeum

Pál második levele Timótheoszhoz a Bibliában az Újszövetségben található három pasztorális levél egyike. A levél keletkezését a mai bibliatudósok 90. és 140. közé datálják.

## A levél szerzője
A bevezetőben a szerző Pálként, Jézus apostolaként mutatkozik be, ezért a hagyomány őt tartotta a szerzőnek. 
A legtöbb mai bibliatudós alapján ezt a levelet, csakúgy mint másik két páli úgynevezett „pásztori levelet” (1 Timóteus és Titusz) nem Pál írta, hanem később egy ismeretlen szerző, valamikor i.sz. 90 és 140 között.
2 Timóteus nyelvezete és gondolatai jelentősen eltérnek az említett másik két pásztori levéltől. Ebből néhány tudós arra a következtetésre jutott, hogy a 2. Timóteus szerzője más, mint az 1. Timóteus és Titus szerzője. Raymond E. Brown (1928–1998) amerikai bibliatudós feltételezése alapján ezt a levelet Pál egyik követője írhatta, aki tudott Pál utolsó napjairól.

## A levél célja
Az állítólagos „Pál” töretlen lélekkel tűr a választottakért. Helyzetét úgy látja ha megtagadja Krisztust, akkor ő is megtagadja Pált, ha kitart, Krisztus is kitart mellette. A közösség választottjaiért mindent eltűr, és számításba veszi halálát is. Vérét hamarosan kiontják, de ő megküzdötte az igaz harcot, és megkapja a jutalmát - az igazság győzelmi koszorúját -, mint más is, aki örömmel várja az Úr eljövetelét. Pál szándéka Timótheosz hitének erősítése, példamutatás úgy, ahogy Jézus példabeszédében olvasható: a jópásztor életét adja juhaiért.

## Timótheosznak adott tanácsok
Ez a levél abban különbözik „Pál” Timótheoszhoz írt első levelétől, hogy nem a közösség egyházrendjéről szól, hanem Timótheosz elbizonytalanodásának megakadályozásáról. Ezért nagy figyelmet fordít a szerző arra, hogy ne vegyen részt üres fecsegésekben. Oktalan viták veszekedéssé fajulhatnak. Kerülje az ifjúkor vágyait. Mivel gyermekkora óta ismeri a Szentírást, ez elegendő útmutatás az üdvösség eléréséhez, amelyben az üldöztetést is vállalni kell. Hirdesse az evangéliumot türelmesen.

## Prófétai részek
A levél egyes részeiben „Pál” a jövőbe lát. Eljön az idő, amikor az emberek saját ízlésük szerint szereznek majd tanítókat, hogy fülüket csiklandoztassák, és nem az egészséges tanítást hallgatják szívesen. Az igazság helyett a meséket fogják elfogadni. Az utolsó időket tudomására hozza Timótheosznak: "Az emberek önzők, kapzsik, elbizakodottak, kevélyek, szüleik iránt engedetlenek, hálátlanok, istentelenek, szeretetlenek, összeférhetetlenek, rágalmazók, mértéktelenek, kegyetlenek, lelketlenek, árulók, vakmerők és felfuvalkodottak lesznek."